# Centro José Guerrero
El Centro José Guerrero es una pinacoteca de titularidad pública, gestionada por la Diputación de Granada, que alberga la colección más importante de obras del pintor granadino José Guerrero (1914-1991). Su sede está ubicada en la calle Oficios, junto a la Catedral de Granada y en pleno centro de la ciudad.

## Edificio
El Centro José Guerrero tiene su sede en un edificio diseñado por el arquitecto  Modesto Cendoya y construido por Indalecio Ventura Sabatell en 1892 para ser la sede de unos almacenes. En 1901, el edificio se convirtió en una imprenta y, tras el final de la Guerra Civil, en 1939 acogió la sede administrativa del diario Patria, ubicado allí hasta el año 1983. Posteriormente, el inmueble fue adquirido por la Diputación de Granada.
A raíz del proyecto de creación del Centro y su instalación en este edificio, en el año 2000 se encargó su rehabilitación a Antonio Jiménez Torrecillas, arquitecto que contó con la colaboración del artista Gustavo Torner. Finalmente, el Centro fue inaugurado el 13 de junio de ese mismo año; en el año 2003, la rehabilitación fue premiada por el Colegio de Arquitectos de Granada.

## Objetivos
El Centro José Guerrero tiene como objetivos la custodia, catalogación, exhibición y divulgación de la obra del pintor granadino, y el fomento de la investigación en torno a su vida y su producción artística. Para ello, el Centro destina varias salas a la colección personal del autor, compuesta originalmente por cuarenta cuadros y una veintena de dibujos seleccionados por una comisión de expertos, por el 25 aniversario de su apertura, se ha visto ampliada con 172 obras más cedidas por la familia, así como un archivo de documentos sobre la vida del artista. Sin embargo, la mayor parte de la superficie del inmueble está destinada a albergar exposiciones temporales, siempre relacionadas con la creación artística contemporánea. Además, el Centro organiza otras actividades, como charlas, conferencias y conciertos; en este último caso, destaca el Ciclo de Música Contemporánea Centro José Guerrero, que lleva celebrándose ininterrumpidamente desde el año 2004.
Su primera directora fue Yolanda Romero, que ocupó el cargo hasta 2015, cuando asumió la jefatura de la pinacoteca del Banco de España. Su director actual es Francisco Baena Díaz.